# Září (film)
Září (v anglickém originále September) je americký film z roku 1987, který natočil režisér Woody Allen podle vlastního scénáře. Hráli v něm Denholm Elliott, Dianne Wiestová, Mia Farrowová, Elaine Stritch a další. Jednu z rolí měl původně hrát Sam Shepard. Allen původně film natočil s jiným obsazením, v němž figurovali například Christopher Walken, Maureen O'Sullivan a Charles Durning. Poté, co byl snímek sestříhán, se Allen rozhodl natočit jej znovu s novými herci (byl upraven také scénář). Snímek měl premiéru v prosinci 1987; poprvé v Allenově kariéře se tak stalo, že měly během jednoho roku premiéru dva jeho filmy (prvním byl Zlaté časy rádia uvedený v lednu 1987).